# Isola Popof
Popof (in lingua aleutina Siitikdax̂) è una delle isole Shumagin, un gruppo di 20 isole al largo della costa meridionale della penisola di Alaska che appartengono amministrativamente al Borough delle Aleutine orientali. L'isola, lunga 16 km e larga 8, con un'altitudine massima di 472 m, ha una superficie di 93,65 km² ed è la seconda in ordine di grandezza, dopo l'isola Unga del gruppo delle Shumangin.
Sull'isola Popof, che si trova subito a est di Unga, c'è l'unico centro abitato delle isole Shumagin: Sand Point, che conta 952 abitanti.
L'isola era stata chiamata Popovskoi nel 1852 dal capitano Teben'kov della Marina imperiale russa.